# Rösten (Gartechnik)

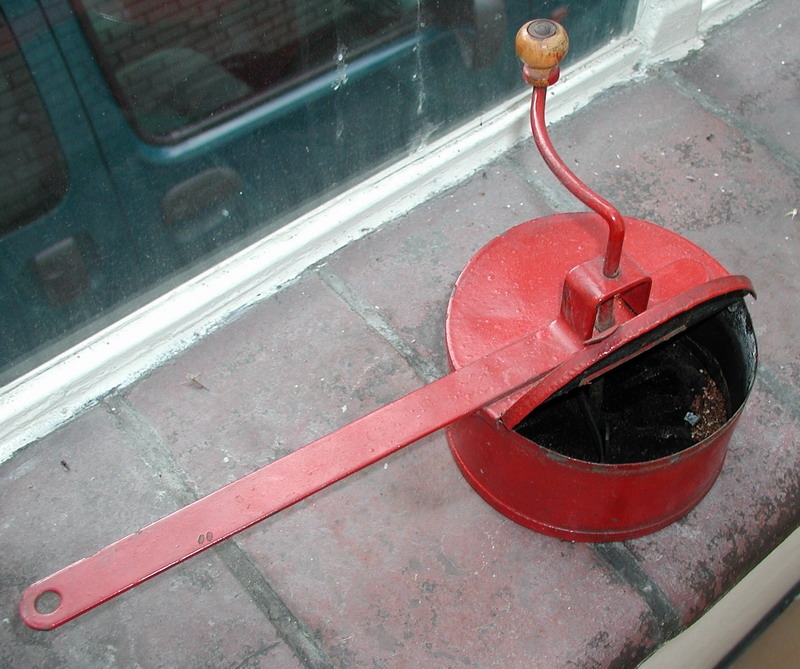
Kaffeeröster für zuhause

Rösten bedeutete ursprünglich „auf dem Rost braten“ und meint heute das Erhitzen von pflanzlichen Lebensmitteln ohne Zugabe von Flüssigkeit, um ihnen Feuchtigkeit zu entziehen, ihren Geschmack zu verändern, sie dunkler zu färben oder wegen des Feuchtigkeitentzugs ihre Haltbarkeit zu erhöhen. Die Lebensmittel werden auf bis zu 300 °C erhitzt, wobei sich kräftig schmeckende Aromen und Bitterstoffe bilden, die den Appetit anregen. Regional wird das Wort Rösten auch synonym zu Braten, Grillen oder Sautieren verwendet. Rösten gilt als eine der Grundzubereitungsarten.
Geröstet werden z. B. Nüsse, Kerne (Sonnenblumenkerne, Pistazien und andere), Kaffee- und Kakaobohnen, Getreide, Malz oder Kichererbsen. Daraus ergeben sich Lebensmittel wie beispielsweise geröstetes Brot (Toast, Bruschetta, Croûtons …), Gofio, Kaffeeersatz und im erweiterten Sinn auch Röstzwiebeln, Rösti, Mehlschwitze oder Einbrenn und Popcorn. Zum Rösten von Malz dient oftmals eine Darre; das Rösten von Brot wurde früher auch Bähen genannt und wird im Haushalt oft mit einem Toaster durchgeführt.
Eine der chemischen Reaktionen, die beim Rösten auftreten können und Röstaromen entstehen lassen, ist die ab einer lokalen Oberflächentemperatur von 150 °C auftretende Maillard-Reaktion.